# Repressione della Chiesa ortodossa in Unione Sovietica
Fin dagli inizi i soviet, nell'ambito della loro politica repressiva contro nobiltà, clero e borghesia, agirono con la forza per estirpare la religione (essenzialmente la Chiesa ortodossa russa) dal cuore e dalla mente dei russi.

Questo indusse già nel 1920 Tikhon, Patriarca di Mosca, a emettere un ukase (decreto) per invitare i fedeli che riconoscevano la sua autorità e che si trovavano all'estero di cercare protezione e guida altrove. Nel maggio del 1922, inoltre, il governo sovietico proclamò l'istituzione di una Chiesa Vivente come una chiesa riformata della Chiesa ortodossa russa.
A seguito di ciò il 13 settembre 1922 rappresentanti della Chiesa ortodossa russa all'estero si riunirono nella città serba di Sremski Karlovci stabilendo un proprio sinodo. Un altro sinodo si riunì anche in Nord America.

## La politica repressiva

### Politica a breve termine: uccisioni e deportazioni
Dal punto di vista pratico il governo sovietico sul breve periodo agì per disarticolare la gerarchia sacerdotale arrestando, deportando e processando i religiosi che si opponevano, chiudendo chiese, sequestrando i tesori e destinando gli edifici confiscati ad altri usi (magazzini, palestre e depositi, di maggiore utilità per il popolo Russo). Il caso più clamoroso fu quello della cattedrale di Cristo Salvatore che il 5 dicembre 1931, su ordine del ministro di Stalin, Lazar Kaganovich, venne fatta saltare in aria e ridotta in rovine. È da ricordare che mai i templi della chiesa venivano distrutti, utilizzati per scopi più utili, e questo non accadeva a tutte le chiese, ma quelle che dal punto di vista pratico non servivano, ad esempio se due chiese si trovavano molto vicine solo una di loro veniva trasformata, l'altra era lasciata a disposizione dei fedeli. A questo proposito è particolarmente significativa la Lettera di Lenin al Politburo del 19 marzo 1922 utilizzata per ordinare al Politburo di sequestrare le proprietà della chiesa Russa Ortodossa di Shuya (una cittadina a 200 km a nord-est di Mosca) e di processare i sacerdoti:
I beni della Chiesa dovranno essere sequestrati dalle autorità dello Stato Sovietico, in modo che essi possano contribuire all'arricchimento dello stato e quindi del popolo, i sacerdoti e borghesi che si opporranno dovranno essere processati da un tribunale del popolo, in quanto colpevoli di aver trattenuto in nome della chiesa e di un presunto dio i beni materiali appartenenti al popolo russo e a nessun altro.

### Politica a lungo termine: controllo sui seminari del KGB
Sul medio-lungo termine fu attuata una politica tesa a perseguire la distruzione della religione discreditando la Chiesa nei confronti dei fedeli.

In questo caso il mezzo fu individuato nella corruzione della gerarchia da conseguire attraverso lo stretto controllo dei seminari per mezzo di apposite commissioni (controllate prima dall'NKVD e poi dal KGB) che autorizzavano l'ammissione solo di elementi adatti: giovani poco maturi, talvolta casi patologici, avventurieri, pregiudicati, alcolizzati, etc. Allo stesso modo impedivano l'accesso a giovani politicamente insicuri perché brillanti, onesti e sinceramente credenti.

Fortissimo era anche il controllo sulle materie di studio, insegnate ad un livello scadentissimo (ad es. erano ignorate completamente la teologia ed altre materie di cultura generale) limitando l'insegnamento ai soli rituali di liturgia.

Alla fine i nuovi sacerdoti si limitavano a celebrare le funzioni in forma abbreviata, pretendendo sempre delle ricompense per i propri uffici, la loro unica fonte di sussistenza e spesso la sola ragione per cui erano divenuti religiosi. Le autorità, inoltre, chiedevano loro di essere informati regolarmente sulle attività svolte ed anche su quanto facevano i fedeli e gli altri sacerdoti, creando un clima di sospetto e paura.

In questo senso esemplare è il caso di David V patriarca della chiesa acefala della Georgia come denunciato in un samzdat datato 14 marzo 1974.

David V, infatti, da studente era stato espulso dall'Università con l'accusa di omosessualità (ricordiamo che secondo l'articolo 121 del Codice penale della Repubblica Sovietica Russa l'omosessualità, considerata reato, veniva punita con la privazione della libertà da 5 a 8 anni, norma rimasta in vigore fino al maggio del 1993). Ammesso in seminario, ne fu cacciato per spaccio di stupefacenti, teppismo e tentato omicidio. Riammesso nuovamente, nel 1971 fu consacrato prima monaco e poi vescovo e l'anno dopo divenne patriarca succedendo al vecchio e malato Efrem II.

## Conseguenze della repressione
Stante queste condizioni, ben presto molti fedeli si allontanarono progressivamente dai sacerdoti. La scarsità di fedeli giustificò anche la chiusura di molte altre chiese. Altre rimanevano aperte solo grazie all'impegno di anziani e persone dallo scarso livello culturale, gli unici per i quali la partecipazione a queste attività era tollerata dalle autorità.
Ovviamente c'erano eccezioni. Ad esempio vi erano dei coraggiosi predicatori itineranti e sacerdoti clandestini che rischiavano il gulag (o peggio) per diffondere la parola di Dio, ed asceti che, esiliatisi in luoghi inaccessibili, passavano la vita pregando in solitudine senza venire in contatto con le masse. Una certa maggiore libertà, inoltre, era tollerata nei confronti di fedeli e sacerdoti nelle zone rurali più remote e lontane dai centri di potere.
I difensori della Chiesa affermano che l'unico modo che essa ebbe per sopravvivere fu collaborare, anche a costo di venire a patti e di essere umiliati. Questa posizione non è però ancora condivisa dai sinodi esteri che ancora oggi non si sono pienamente ricongiunti con il Patriarcato di Mosca.
Lo storico Andrzej Kaminski ha scritto «in Unione Sovietica la fede e la pratica di una religione furono a lungo motivi sufficienti per essere deportati in un campo di concentramento». L'intero complesso di misure repressive verso chi professava una fede era stato originato da un atto solenne: il 1º maggio del 1937 era stata disposta per legge "la messa al bando della stessa idea di Dio". Stalin considerava i fedeli e il clero portatori d'una fede attentatrice dello Stato e del Partito. Già Lenin, infatti, andato al potere nel 1917 provvide a mettere fuori legge le religioni perché riteneva, come Marx, che fossero solo un'illusione creata dall'uomo per evadere dalla realtà (“l'oppio dei popoli”). Dal 1937 al '41 vennero fucilati 110.700 membri del clero ortodosso, tra cui il locum tenens patriarcale Petr (Poljanskij), recluso da dodici anni in prigione. Nel 1939, sul territorio dell'Unione Sovietica rimanevano aperte non più di cento chiese parrocchiali delle 55.000 funzionanti nel 1917, in cui celebravano circa 500 sacerdoti, contro i 115.000 del 1917.

## La Chiesa Russa oggi
Questa era la Chiesa ereditata da Alessio II nel 1990 quando accettò la nomina di Patriarca della Chiesa ortodossa russa.
Ma la caduta del regime sovietico nel 1991 portò con sé nuove speranze ed opportunità anche in campo religioso, insieme alla possibilità di una rinascita della forte tradizione religiosa dei russi. In particolare il fallimento della dialettica comunista da un lato e l'insuccesso della democrazia e del capitalismo dall'altro offriva ampie opportunità di azione e diffusione alla religione in tutto il vasto paese e tra tutte le popolazioni e ceti sociali.

La timorosa gerarchia, sentendosi inadeguata ad entrare in contatto con la gente, preferì però rimanere nel chiuso delle sue chiese e monasteri in attesa dell'arrivo di nuovi fedeli. Non vennero.
Queste opportunità furono invece sfruttate soprattutto dalle Chiese protestanti i cui ministri giungevano dall'estero (battisti, mormoni, e avventisti del Settimo Giorno più di altre). La Chiesa ortodossa non aveva persone altrettanto capaci: i sacerdoti non corrotti usciti dai seminari russi avevano scarse capacità; quelli amnistiati da Michail Gorbačëv insieme a chi avevano operato in clandestinità erano troppo pochi.
Inizialmente Alessio II governò la Chiesa Ortodossa con grande prudenza, chiedendo allo Stato di ostacolare l'azione dei missionari stranieri che. Lo stato in effetti nel 1997 emanò, tra l'altro, una legge che limitava la diffusione dei ministri di quelle religioni che non potevano provare la presenza in Russia nei precedenti 15 anni.

Poi, però, nonostante la mancanza di carisma e la difficile situazione, prese in pugno la Chiesa imponendo diverse innovazioni fondamentali. La più importante fu la suddivisione della Russia in numerosi e piccoli vescovadi che gli permise di creare nuovi vescovi tra i sacerdoti più giovani e brillanti a sua disposizione che non si erano compromessi con il KGB. Cominciò, quindi, ad intraprendere viaggi pastorali avvicinandosi e rendendosi sempre più visibile alla gente, più di quanto avesse mai fatto qualcuno dei suoi predecessori.
Infine incoraggiò l'opera dei predicatori itineranti che rifiutano una parrocchia e di sottomettersi ad un vescovo per continuare la missione di avvicinare e convertire la gente, cosa che tanti suoi sacerdoti non erano capaci di fare.
Tutto questo ha consentito ad Alessio II di risollevare le sorti della chiesa ortodossa dopo lunghi anni di decadenza e persecuzioni.